# Çeşmizade
Mustafa Raşid Çeşmizade (pronunciat Mustafà Raixid Txeixmizade -mort el novembre de 1770-) fou un historiador i poeta otomà del segle xviii. Fou historiador oficial entre un any o un any i mig, com a successor de Mehmet Hakim Efendi.
Va escriure una història que cobreix els anys 1766 a 1768, publicada per primer cop el 1959, si bé abans se n'havia fet una traducció al suec del relat de la guerra de Geòrgia. Va morir el novembre del 1770 i fou enterrat a Rumeli Hisari.